# Dionysius von Luxemburg
Dionysius von Luxemburg (* um 1652 in Luxemburg; † 11. Februar 1703 in Cochem) war ein Kapuziner und religiöser Volksschriftsteller.

## Leben
Am 1. Mai 1669 in die Rheinische Kapuzinerprovinz eingetreten, studierte Dionysius seit April 1672 Philosophie und Theologie im Ordensstudium Bingen und Mainz. Dort und in anderen wichtigeren Klöstern, wie in Ehrenbreitstein oder dem Trierer Kapuzinerkonvent wurde er ein angesehener Prediger. Das Amt eines Guardian übte er zunächst im Kapuzinerkloster Worms (1690–91), dann in Bensheim (1699–1702) und ab dem Herbst 1702 auch in Cochem im Kapuzinerkloster aus. Dionysius entfaltete neben Martin von Cochem und in dessen Geisteshaltung eine rege schriftstellerische Tätigkeit durch Veröffentlichung von, zum Teil oft aufgelegten, polemischen, katechetischen, aszetischen, hagiographisch-legendarischen und homiletischen Werken „in ungehemmt populärem Stil von prachtvoller Frische […], deren ganzer Ton heute noch als Muster sprachschöpferischer Urkraft gelten kann“, ist aber durchaus nicht „eigentlicher literarischer Vorläufer“ (Johannes Mumbauer), sondern Nach- und Mitläufer des älteren Martin von Cochem. Wegen seines bis ins Ende des 18. Jahrhunderts oft aufgelegten Erstlingswerkes Leben Antichristi (Frankfurt 1682) zählt er zu den letzten Vertretern der mittelalterlichen Prophetie.

## Werke
- Neue Legend der Heiligen, Frankfurt 1684, viele Aufl., bes. in der Neubearb. durch Martin von Cochem (Digitalisat)
- Kunst nimmer zu sündigen … Beschreibung der vier letzten Dingen deß Menschen, Ellwangen 1685
- Jährliche Sechstägige Übung, Dillingen 1687
- Sicherer Himmels-Weeg, Dillingen 1687
- Entdeckter Höllen-Weeg, ebd. 1688
- Der große Marian. Calender, ebd. 1695, 1727
- Der große Catechismus, Mainz 1698, 1727
- Die güldene Legend von Christo, Frankfurt 1698
- Die güldene Legend von Unser lieben Frauen, ebd. 1698, 1727.